# Burse (Tübingen)

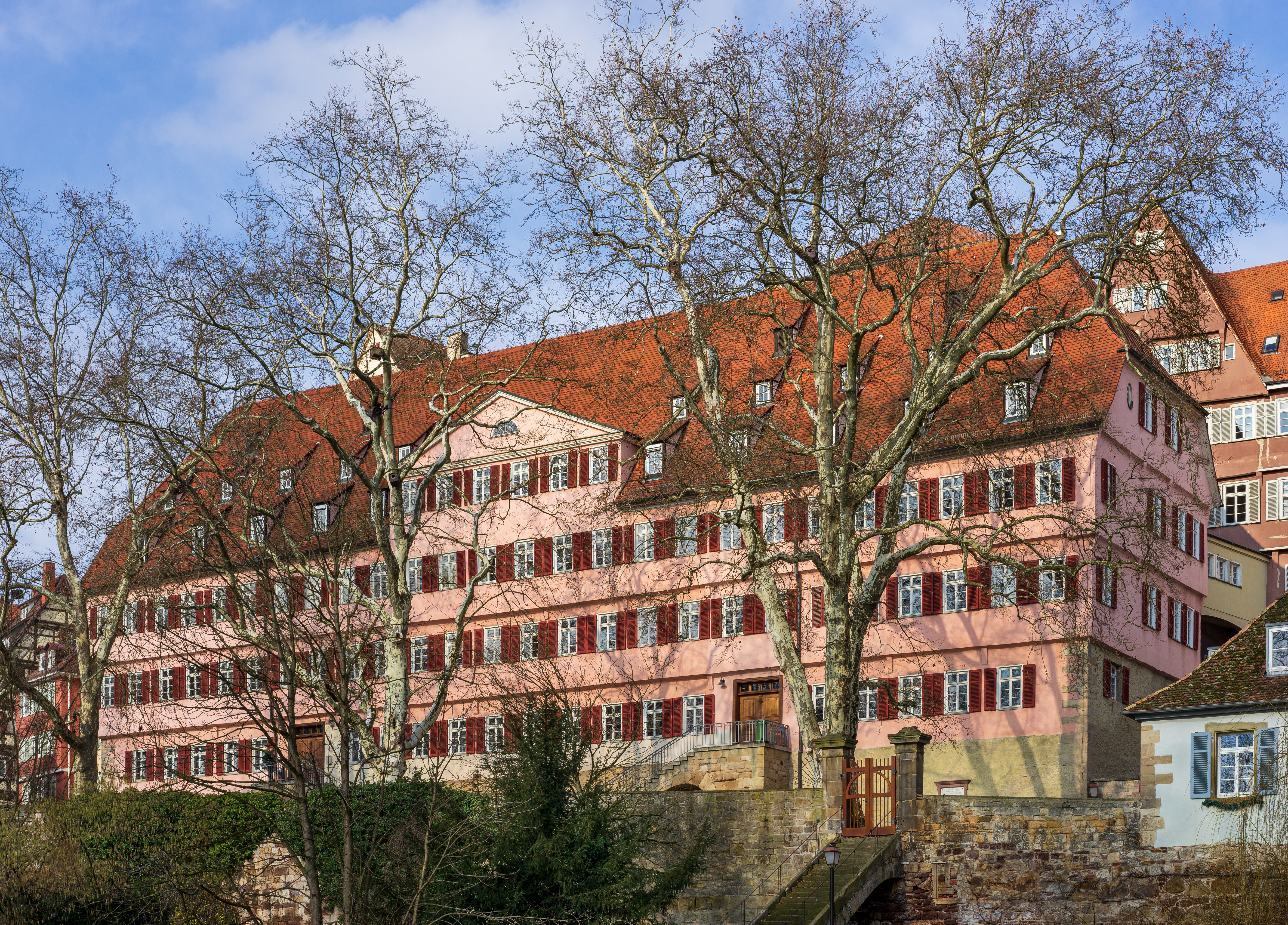
Die Längsfront der Burse nach Süden von der Neckarinsel gesehen, mit ihrem Platanen bewachsenen Vorplatz

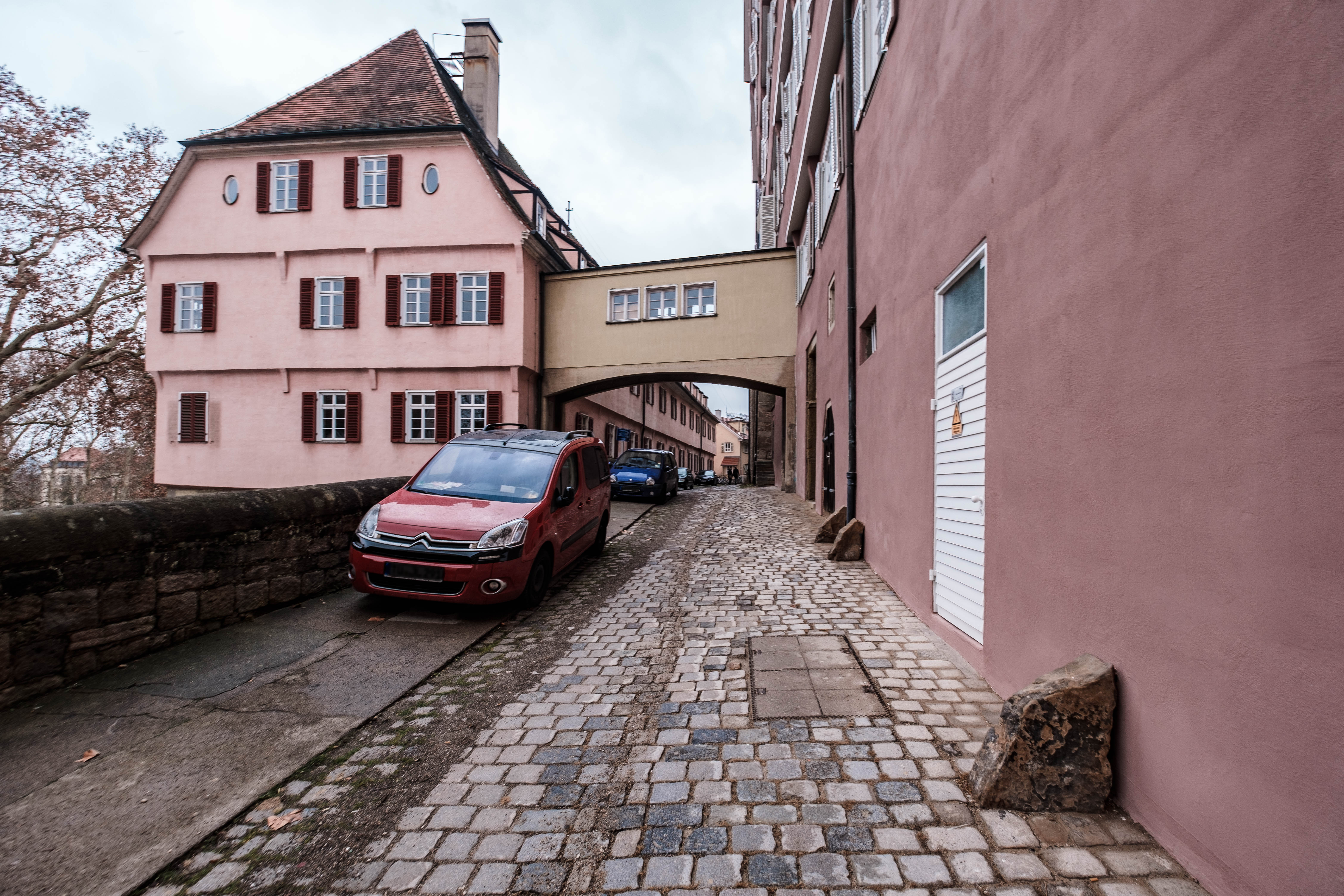
Die bescheiden wirkende Schmalseite der Burse, von der Clinicumsgasse aus, von Nordosten gesehen

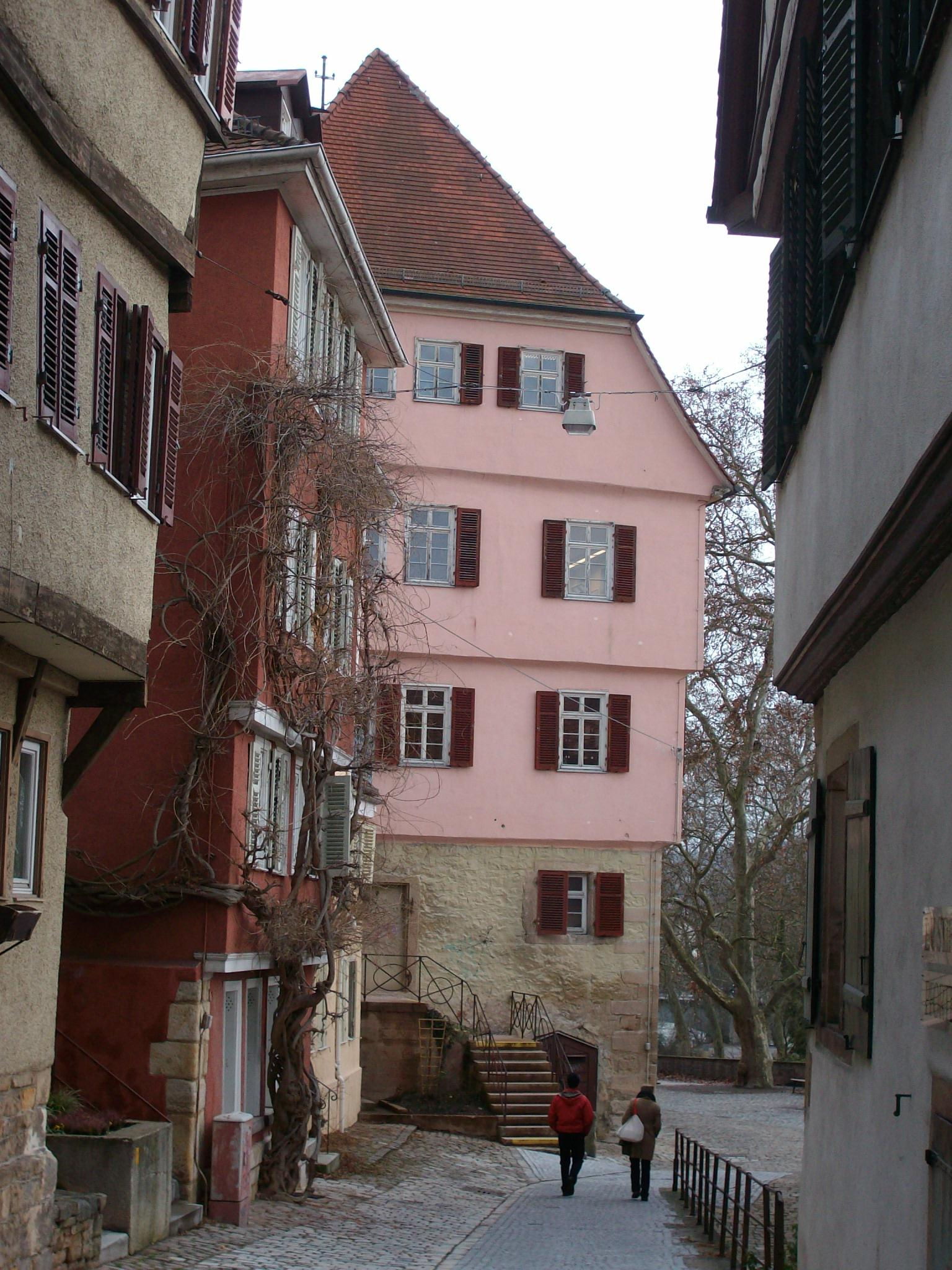
Die Schmalseite der Burse vom Klosterberg, von Westen aus gesehen, im Bild rechter Hand öffnet sich die Bursagasse zum Platanen bewachsenen Bursaplatz hin

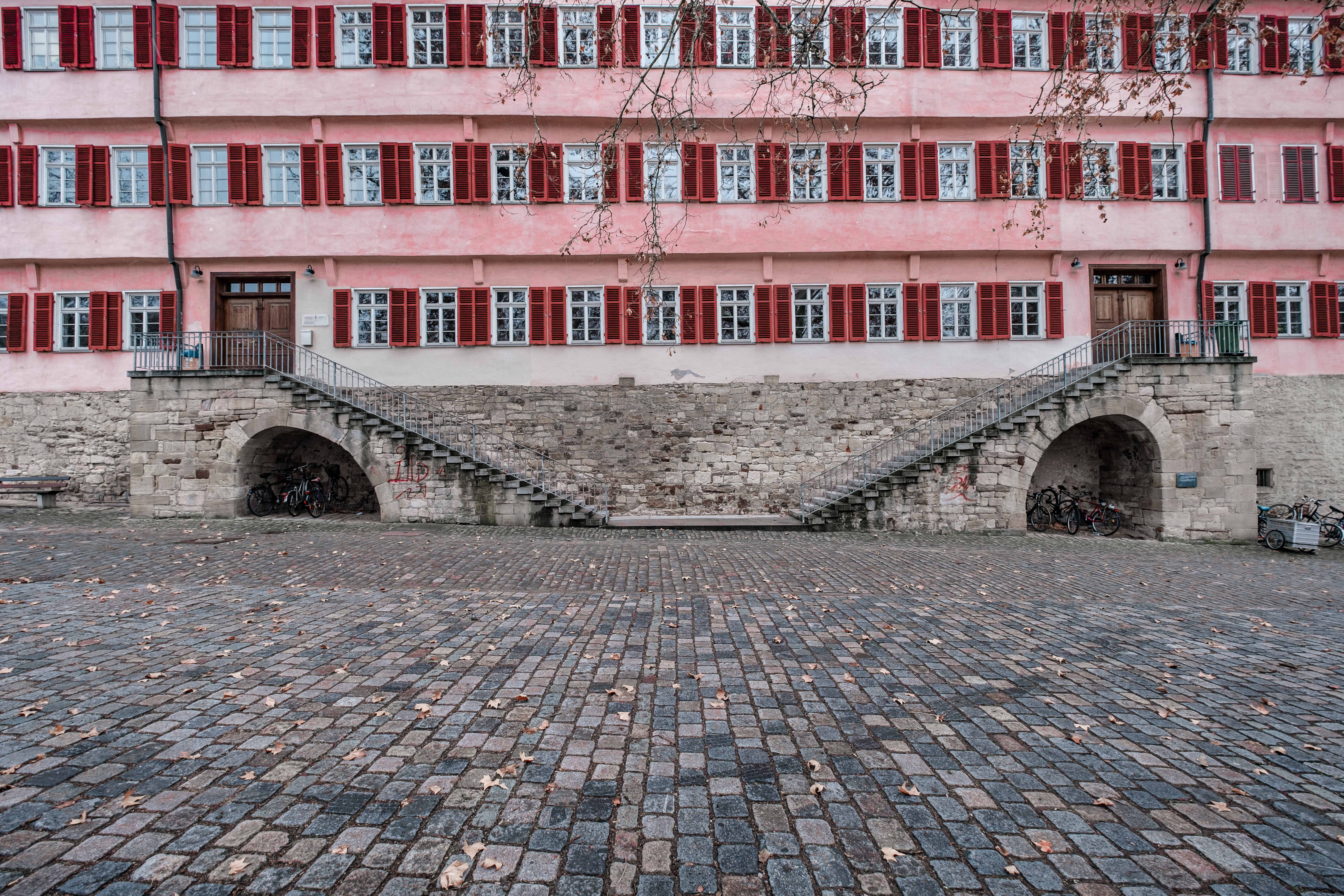
Der doppelte Treppenaufgang zur Burse

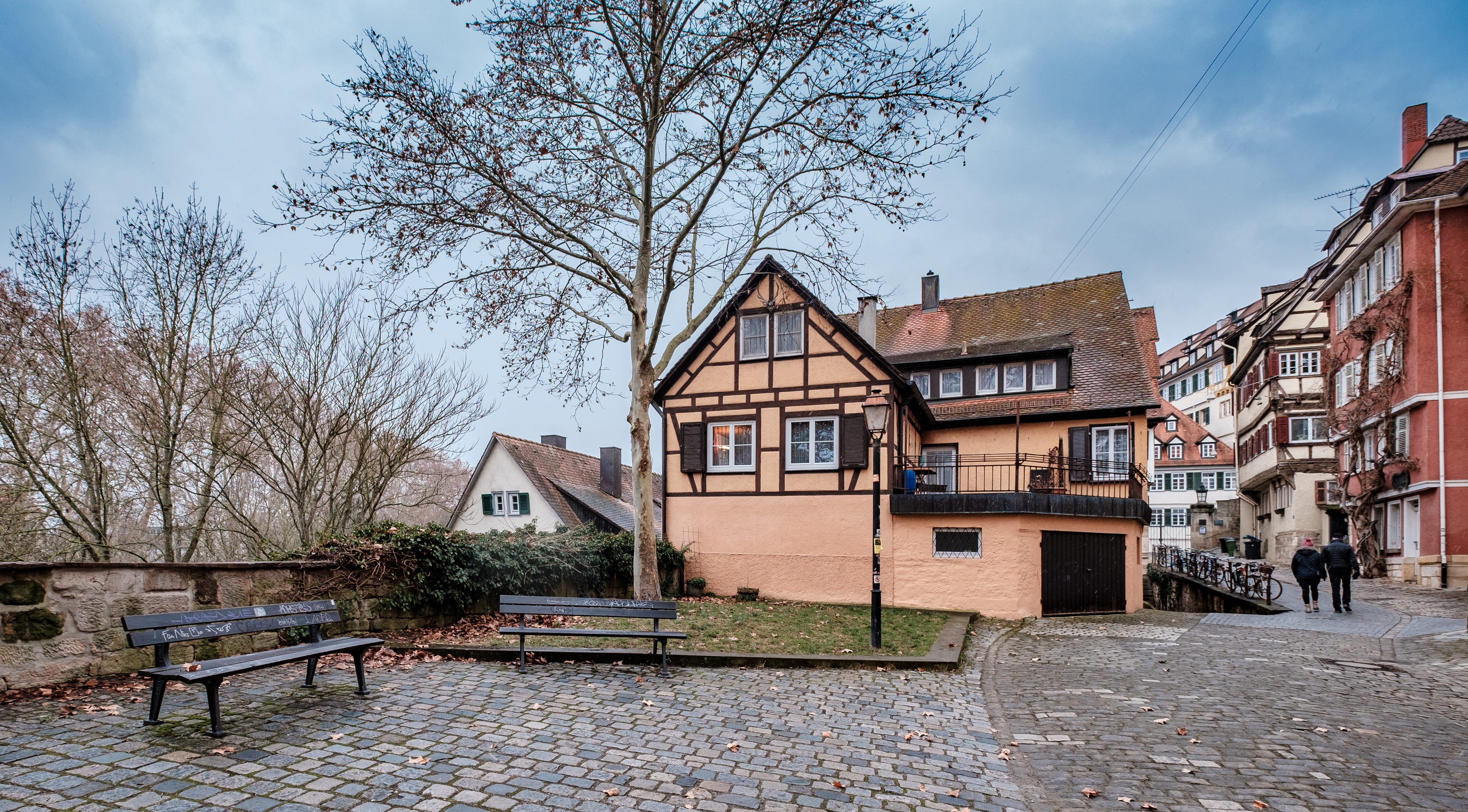
Der Bursaplatz mit Blick zum Klosterberg

Die Burse (auch: Alte Burse oder Bursa) ist ein Gebäude im Süden der Tübinger Altstadt, etwas erhöht oberhalb des Neckars gelegen. Die ursprüngliche Bedeutung der Einrichtung ist in dem Artikel Burse ausführlich nachzulesen. Die Tübinger Burse wurde in der Zeit von 1478 bis 1482 erbaut. Der Baubeginn war nur ein Jahr nach der Gründung der Eberhard Karls Universität erfolgt. Einen wesentlichen Anteil zur Gründung der Tübinger Burse ist dem Engagement der Mutter von Eberhard im Bart, Mechthild von der Pfalz zu verdanken. Im Mittelträger des Eingangsbereichs der Burse sind die Palme sowie der Wahlspruch Eberhards im Barte: „Attempto“ eingeschnitzt, die bis heute das Logo der Universität Tübingen sind.
Der viergeschossige Bau mit Halbwalmdach entstand in seiner heutigen Form zwischen 1803 und 1805 und beherbergte nach den Umbaumaßnahmen das erste Klinikum Tübingens. Dort wurde von September 1806 bis Mai 1807 Friedrich Hölderlin von Johann Heinrich Ferdinand Autenrieth behandelt. Als Charakteristikum des Gebäudes sind die beiden Treppenaufgänge vom davor gelagerten und mit alten Platanen bewachsenen Platz anzusehen.
Seit 1972 befinden sich in der Burse das Philosophische Seminar sowie das Kunsthistorische Institut der Universität Tübingen. Das Gebäude ist nach § 12 DSchG ein Kulturdenkmal von besonderer Bedeutung. Eigentümer ist das Land Baden-Württemberg.
Nach der Burse ist die Bursagasse benannt, die von der Neckargasse nach Westen abzweigt und unterhalb der Burse vorbeiläuft. Die Burse hat die Adresse Bursagasse 1. An die Funktion des Klinikums erinnert die Clinicumsgasse nordwestlich des Baus. Die Burse erinnert mit einer Gedenktafel an der Südseite an den Reformator Philipp Melanchthon, der dort lernte und lehrte.